# William Hewlett

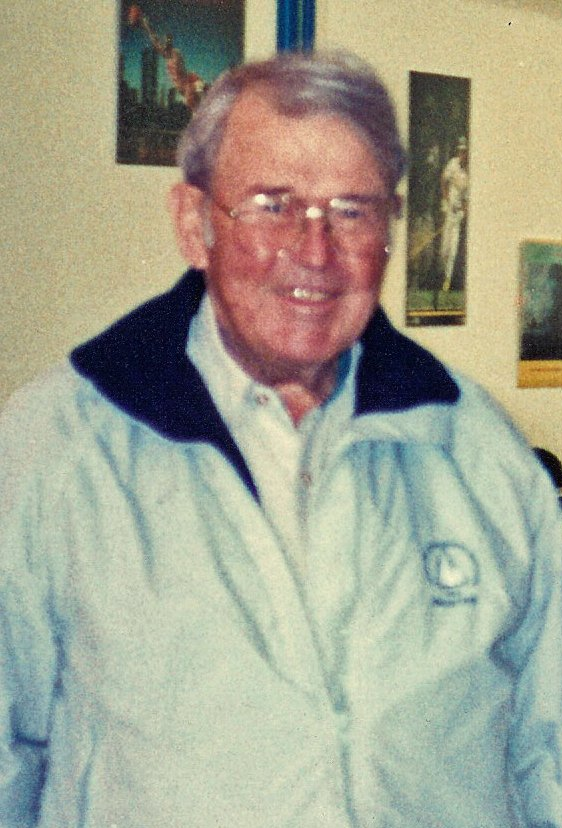
William Hewlett, 1993

William Redington „Bill“ Hewlett  [ˈhjuːlɪt] (* 20. Mai 1913 in Ann Arbor, Michigan; † 12. Januar 2001 in Palo Alto, Kalifornien) gründete mit David Packard am 1. Januar 1939 den US-amerikanischen Technologiekonzern Hewlett-Packard.

## Biographie
Er erhielt 1936 den Bachelorgrad an der Stanford University und legte seinen Master 1939 am MIT ab.
1939 gründete er  mit David Packard in Packards Garage mit 538 $ ihre Firma. Packard tat sich als Verwaltungsfachmann hervor, während Hewlett viele technische Innovationen beisteuerte. So wird Hewlett folgende Begebenheit zugeschrieben: Der Firmengründer sei eines Samstags ins Werk gekommen und fand das Materiallager verschlossen. Da er wünschte, dass die Ingenieure jederzeit die Möglichkeit zu freien Experimenten haben sollten, brach er das Vorhängeschloss mit einem Bolzenschneider auf und hinterließ einen Zettel: «Diese Tür bitte nie wieder abschließen. Danke. Bill.» Ob diese Episode in dieser Form tatsächlich stattfand ist unklar, die darin zum Ausdruck kommende Haltung war jedoch lange prägend für das Unternehmen. So führte HP zeitweise die Aufforderung „Invent“ („Erfinde“) im Logo und veranstaltete unter dem Titel „HP Invent“ Konferenzen. Hewlett-Packard wuchs zum weltgrößten Hersteller von elektronischen Test- und Messinstrumenten heran. Später wurde die Firma zu einem großen Hersteller von Taschenrechnern, Personalcomputern, Laserdruckern und Tintenstrahldruckern.
Hewlett war von 1964 bis 1977 Präsident und von 1968 bis 1977 CEO von Hewlett-Packard, danach wurde er von John A. Young abgelöst. Er blieb bis 1983 Vorsitzender des Executive Committee und diente danach bis 1987 als stellvertretender Vorsitzender desselben.
1970 wurde Hewlett in die American Academy of Arts and Sciences gewählt, 1977 in die National Academy of Sciences. 1995 erhielt er den Lifetime Achievement Award des Lemelson-MIT-Preises und 1997 die Chairman’s Medal der Heinz Awards.